# Derris involuta
Derris involuta är en ärtväxtart som först beskrevs av Thomas Archibald Sprague, och fick sitt nu gällande namn av Thomas Archibald Sprague. Derris involuta ingår i släktet Derris och familjen ärtväxter. Inga underarter finns listade i Catalogue of Life.

## Bildgalleri

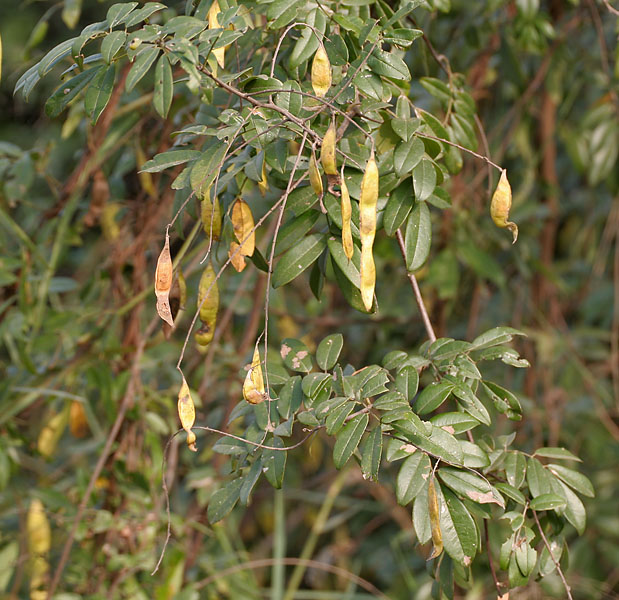